# ويليام ستيرلينغ بارسونز
ويليام ستيرلينغ بارسونز (بالإنجليزية: William Sterling Parsons)‏ هو ضابط أمريكي، ولد في 26 نوفمبر 1901 في شيكاغو في الولايات المتحدة، وتوفي في 5 ديسمبر 1953 في بيثيسدا في الولايات المتحدة بسبب نوبة قلبية.